# لوكاس بيسيك
لوكاس بيسيك (بالتشيكية: Lukáš Pešek)‏ مواليد 22 نوفمبر 1985 في براغ، هو متسابق دراجات نارية تشيكي. نافس في سباقات بطولة العالم لفئة 250 سي سي ولفئة 125 سي سي ولفئة 50 سي سي. كما شارك في بطولة العالم للسوبرسبورت وبطولة العالم للموتو جي بي.

## سباقات فاز بها
- جائزة الصين الكبرى للدراجات النارية 2007

## وصلات خارجية
- لوكاس بيسيك على موقع MotoGP.com (الإنجليزية)
- لوكاس بيسيك على موقع WorldSBK.com (الإنجليزية)

- الموقع الرسمي